# Galleria d'arte moderna
Una galleria d'arte moderna è una pinacoteca incentrata prevalentemente sull'arte del XIX e XX secolo, e saltuariamente anche sull'arte contemporanea.
Le gallerie d'arte moderna (talvolta indicate con la sigla GAM) nascono dall'esigenza di raccogliere un patrimonio artistico di stampo moderno.

## Italia
In Italia ne esistono diverse, ubicate prevalentemente nelle maggiori città.
La principale è la Galleria nazionale d'arte moderna e contemporanea, che ha sede a Roma, ed è a tutt'oggi la più grande e importante d'Italia.

### Gallerie d'arte moderna italiane
- Galleria d'arte moderna di Bologna, confluita nel Museo d'arte moderna di Bologna (MAMBo)
- Galleria d'arte moderna Sant'Anna di Palermo (GAM Palermo)
- Galleria d’arte moderna e contemporanea di Bergamo (GAMEC)
- Galleria civica d'arte moderna e contemporanea di Torino (GAM Torino)
- Galleria civica d'arte moderna e contemporanea di Latina
- Galleria d'arte moderna e contemporanea di Viareggio Lorenzo Viani (Gamc Viareggio)
- Galleria d'arte moderna di Firenze
- Galleria d'arte moderna Principe Odone di Savoia di Genova
- Galleria d'arte moderna Wolfsoniana di Genova
- Galleria d'Arte Moderna di Milano
- Galleria d'arte moderna di Novara
- Galleria internazionale d'arte moderna di Venezia
- Galleria d'arte moderna Ricci Oddi

### Musei d'arte moderna italiani
- Museo d'arte moderna Vittoria Colonna di Pescara
- Museo d'arte moderna e contemporanea (Museion) di Bolzano
- Museo d'arte moderna e contemporanea (MART) di Trento e Rovereto
- Museo di arte moderna e contemporanea di Udine
- Museo d'arte moderna e contemporanea Filippo de Pisis (GAMC) di Ferrara
- Museo d'arte moderna e contemporanea di Atzara
- Pinacoteca "Leonida ed Albertina Repaci" di Palmi
- Centro d'arte moderna e contemporanea di La Spezia (CAMeC)
- Museo d'arte moderna Mario Rimoldi di Cortina d'Ampezzo
- Museo Sandro Pertini di Savona
- MdAO - Museo d'arte di Avellino
- Museo Revoltella (Galleria d'arte moderna) di Trieste
- Peggy Guggenheim Collection di Venezia
- Civico museo di arte moderna di Anticoli Corrado

### Musei d'arte contemporanea italiani
- Museo di arte contemporanea del comune di Roma (MACRO)
- Museo del Novecento di Milano
- Museo d'arte contemporanea Donnaregina di Napoli (MADRE)
- Museo d'arte contemporanea della Sicilia (RISO) a Palermo
- Museo arte contemporanea Sicilia (MacS) a Catania
- Museum - Osservatorio dell'arte in Sicilia a Bagheria
- Fiumara d'arte a Messina
- Farm Cultural Park a Favara
- Galleria Civica d’arte contemporanea Montevergini a Siracusa
- Museo della scultura contemporanea di Matera (MUSMA)
- Museo di arte contemporanea e del Novecento di Monsummano Terme
- Museo d'arte contemporanea Villa Croce di Genova
- Padiglione d'arte contemporanea del comune di Milano (PAC)
- Palazzo delle arti di Napoli (PAN)
- Centro per l'arte contemporanea Luigi Pecci di Prato
- Raccolta di arte contemporanea Alberto della Ragione di Firenze
- Museo d'arte contemporanea (Lissone)
- Museo d'arte contemporanea (Maria Lai) di Ulassai
- Museo d'arte contemporanea del castello di Rivoli (TO)
- MAGI '900 a Pieve di Cento (BO)